# 波士頓影評人協會
波士頓影評人協會（英語：The Boston Society of Film Critics）是個影評組織，位於美國麻州波士頓。
波士頓影評人協會建立於1981年，目的是「藉由頒獎給年度最佳的電影與電影製作人，以及能提供優良電影節目的地區性電影院與電影組織，使全國都能聽到波士頓的獨特影評觀點，甚至是全世界」

## 波士頓影評人協會獎
每年12月中上旬，該影評組織會頒發波士頓影評人協會獎，目前的固定獎項有：
- 波士顿影评人协会奖最佳男主角
- 波士顿影评人协会奖最佳女主角
- 波士顿影评人协会奖最佳动画片
- 波士顿影评人协会奖最佳摄影
- 波士顿影评人协会奖最佳导演
- 波士顿影评人协会奖最佳纪录片
- 波士顿影评人协会奖最佳影片
- 波士顿影评人协会奖最佳外语片
- 波士顿影评人协会奖最佳剧本
- 波士顿影评人协会奖最佳男配角
- 波士顿影评人协会奖最佳女配角
- 波士顿影评人协会奖最佳群戏
- 波士顿影评人协会奖最佳剪辑

其中，最佳新人獎是以大衛·布魯迪尼（David Brudnoy）為名。大衛·布魯迪尼是位波士頓的廣播脫口秀主持人，也是波士頓影評人協會的原始創辦人之一，於2004年去世。

## 外部連結
- （英文） 官方网站